# Ionisches Parlament
Das Ionische Parlament war die gesetzgebende Versammlung der Vereinigten Staaten der Ionischen Inseln.

## Geschichte
Im Zweiten Pariser Frieden ging das Protektorat über die Republik der Ionischen Inseln vom besiegten Frankreich an das Vereinigte Königreich.
1862 entschied Henry Temple, die Inseln an das Königreich Griechenland abzutreten. Diese Form des Kolonialismus war wirtschaftlich nicht darstellbar, zumal das Vereinigte Königreich durch die Verstaatlichung der Britischen Ostindien-Kompanie nach dem Indischen Aufstand von 1857 ein Weltreich geworden war.
Im Vertrag von London (1864) trat das Vereinigte Königreich Großbritannien und Irland das Protektorat über die ionische Inselrepublik an das Königreich Griechenland ab. Der Vertrag wurde am 29. März 1864 von Charilaos Trikoupis für das Königreich Griechenland unterzeichnet. Am 2. Mai unterzeichnete die britische Seite. Das Vereinigte Königreich behielt das Nutzungsrecht des Hafens auf Korfu.

## Parlament

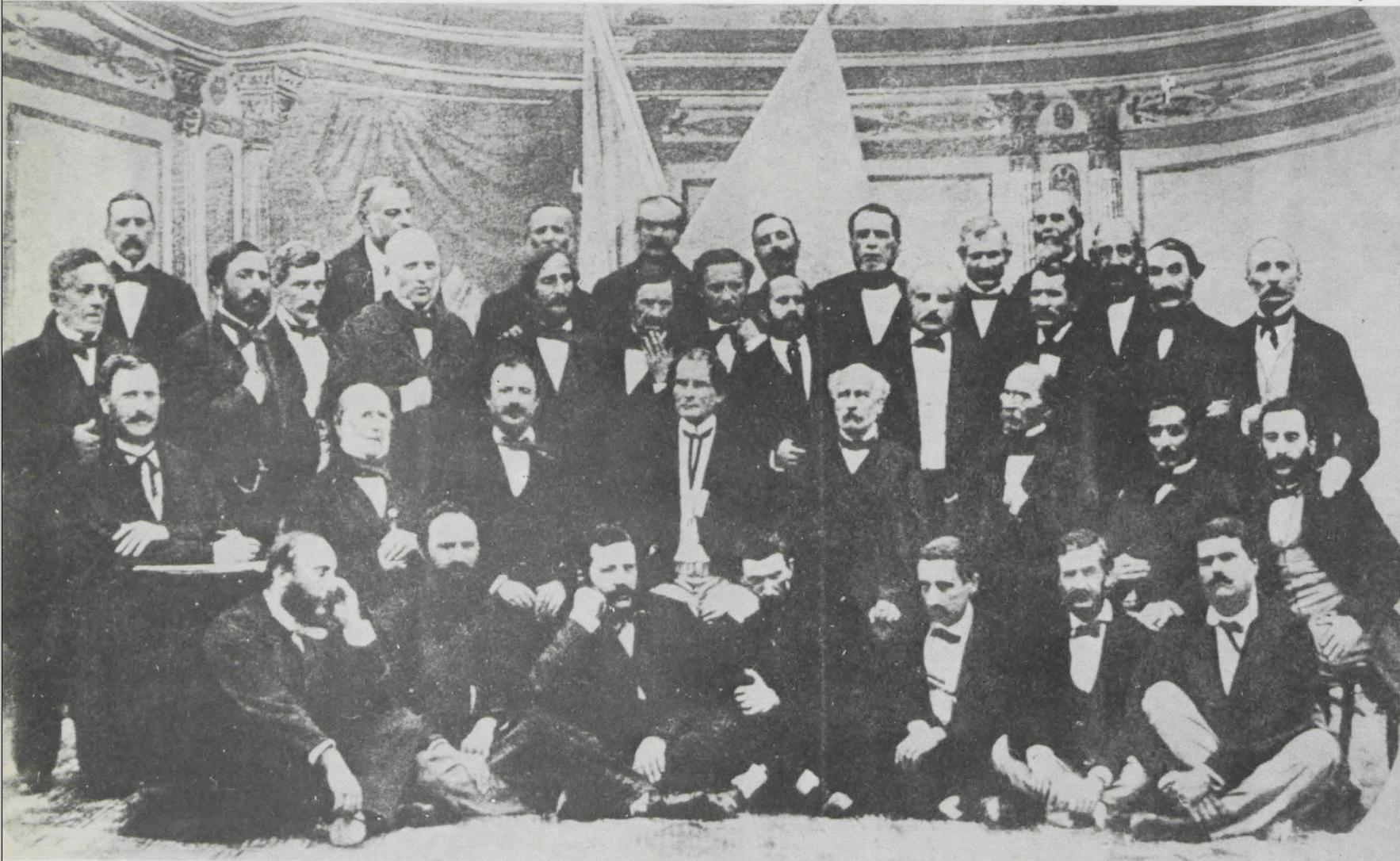
Abgeordnete der letzten Ionischen Parlaments nach dem Votum für einen Beitritt zum griechischen Königreich (1863)

Art. 7 der Verfassung vom 26. August 1817 der Republik der Ionischen Inseln setzte fest, dass die Civilverwaltung dieser Staaten aus einer gesetzgebenden Versammlung, einem Senat und einer richterlichen Gewalt besteht. Die Verfassungsgebende Versammlung für diese Verfassung war das House of Commons.
Die Versammlung setzte sich aus 40 Mitgliedern zusammen. 11 ständige Sitze bestanden aus dem Präsidenten, den Mitgliedern des letzten Senats, den vier Vorstehern der großen Inseln sowie rotationsweise einem Vorsteher der kleineren Inseln (Ithaka, Cerigo, Paxo). Hinzu kamen 28 gewählte Mandate, dessen Verhältnis sich nach der Bevölkerung der Inseln richtete.
| Staat     | Hauptstadt | Anzahl der Sitze |
| --------- | ---------- | ---------------- |
| Korfu     | Kerkyra    | 7                |
| Kefalonia | Argostoli  | 7                |
| Kythira   | Kythira    | 1/(2)            |
| Ithaka    | Vathy      | 1/(2)            |
| Paxos     | Gaios      | 1/(2)            |
| Lefkada   | Lefkada    | 4                |
| Zakynthos | Zakynthos  | 7                |

Als Legislaturperioden können die Zeitintervalle zwischen den Zustimmungen zur Auflösung des ionischen Parlamentes durch den jeweiligen britischen Hochkommissar angenommen werden:
| Legislatur- periode | Zeitintervall                         |
| ------------------- | ------------------------------------- |
| I                   | 19. März 1834 – 7. September 1838     |
| II                  | 7. September 1838 – 17. Juni 1839     |
| III                 | 17. Juni 1839 – 10. Dezember 1842     |
| IV                  | 10. Dezember 1842 – 14. November 1851 |

Das Parlament trat am 23. September 1863 zusammen und stimmte unter dem Vorsitz von Stephanou Padoba (1807–1872) der Vereinigung mit dem Königreich Griechenland und damit seiner endgültigen Auflösung zu.

### Befugnisse
- Ernennung der Senatoren
- Alleiniges Recht der Gesetzgebung nach Vorschlag eines der Mitglieder, des Lord Obercomissaires oder des Senats hin
- Modifikation oder Widerruf von bestehenden Gesetzen
- Haushaltsrecht
- Erlassen interner Verordnungen und Vorschriften, die jedoch der Zustimmung des Lord Obercomissaires bedürfen[3]

## Parlamentsgebäude
Das Parlament tagte in einem 1855 nach Plänen von John Chronis errichteten, neoklassizistischen Gebäude in der Altstadt von Korfu. Vier dorische Säulen tragen einen Portiko. 1869 wurde das Gebäude der britischen Gemeinde übergeben, die eine anglikanische Kirche anbaute.
Im Zweiten Weltkrieg wurde es beim Bombenangriff der Luftwaffe am 14. September 1943 beschädigt. 1962 wurde es restauriert und ist heute ein Ort, an dem kulturelle Veranstaltungen, Ausstellungen und Vorträge stattfinden.
Am Haupteingang sind zwei marmorne Inschriften angebracht, welche in griechischer und englischer Sprache die Proklamation zum Anschluss an das griechische Königreich rezitiert:

„In diesem alten ionischen Parlament, nach Wille des ionischen Volkes und Zustimmung der Schutzmacht Grossbritannien wurde der Vereinigung der sieben Inseln zugestimmt, am 23. September 1863“